# Louis-Gabriel Guillemain
Louis-Gabriel Guillemain (ur. 5 lub 15 listopada 1705 w Paryżu, zm. 1 października 1770 w Chaville) – francuski kompozytor i skrzypek.

## Życiorys
Wychowywał się na dworze hrabiego Rochechouart. Studiował we Włoszech u Giovanniego Battisty Somisa. Po powrocie do Francji występował w Lyonie, w 1729 roku otrzymał angaż na pierwszego skrzypka w Académie de Musique w Dijon. W 1737 roku otrzymał stanowisko musicien ordinaire na dworze króla Ludwika XIV w Wersalu. Zdobył sobie sławę jako skrzypek-wirtuoz i kameralista, ceniono też jego kompozycje. W latach 1747–1750 był koncertmistrzem grupy II skrzypiec w należącym do Madame Pompadour Théâtre des Petits Cabinets. W 1759 roku został członkiem kapeli królewskiej. Pod koniec życia zmagał się z alkoholizmem, przypuszczalnie popełnił samobójstwo.
Należał do najwybitniejszych XVIII-wiecznych skrzypków francuskich. Jego twórczość reprezentuje styl galant. Pozostawił po sobie 24 symfonie, 18 sonat triowych, 30 sonat skrzypcowych, 12 kwartetów, 12 kaprysów, 6 duetów. Skomponował także balet-pantomimę L’opérateur chinois (wyst. Paryż 1748).